# Eleição presidencial do Burundi em 2010
As eleições presidenciais burundinesas de 2010 foram realizadas em 28 de junho. O Governo francês concedeu ao país uma ajuda financeira de 900 mil euros para a organização das diferentes eleições que eram previstas para 2010.

## Tensão
Criou-se um clima de muita tensão, provocado por ataques com granadas no dia anterior ao pleito, sem deixar feridos. Por isso, os 28 mil soldados do Exército burundinês e os 18 mil membros do corpo de Polícia ficaram a cargo da segurança em uma jornada eleitoral na qual algo mais de 3,5 milhões de cidadãos foram convocados às urnas em uma votação da qual os seis candidatos da oposição se retiraram. "A situação está sob controle. O Exército e a Polícia mantêm a segurança de forma conjunta e só lamentamos o lançamento de três granadas em Bujumbura" disse, no entanto, o ministro da Segurança Pública, Alain Guillaume Bunyoni. Além disso, estão espalhados pelo Burundi, para supervisionar o pleito, cerca de 7.000 observadores locais, 30 da União Europeia, 40 da União Africana e 24 enviados pela Comunidade da África Oriental (da qual fazem parte Ruanda, Uganda, Quênia, Tanzânia e o próprio Burundi).

## Resultados
| Resultados eleitorais              | Resultados eleitorais   | Resultados eleitorais | Resultados eleitorais |
| Partido                            | Candidato               | Votos                 | Porcentagem           |
| ---------------------------------- | ----------------------- | --------------------- | --------------------- |
| CNDD-FDD                           | Pierre Nkurunziza       | 2.479.483             | 91,62%                |
| Contra                             | Contra                  | 226.919               | 8,38%                 |
| Válidos                            | Válidos                 | 2.706.402             | 98,93%                |
| Inválidos/brancos                  | Inválidos/brancos       | 29.356                | 1,07%                 |
| Total (turnout: 76,98%)            | Total (turnout: 76,98%) | 2.735.758             | 100,00%               |
| Eleitorado                         | Eleitorado              | 3.553.372             |                       |
| Fontes: AFP, People's Daily Online |                         |                       |                       |